# دیک گراهام
دیک گراهام (انگلیسی: Dick Graham; ۶ مهٔ ۱۹۲۲ – ۷ مارس ۲۰۱۳) بازیکن فوتبال اهل بریتانیا بود.
از باشگاه‌هایی که در آن بازی کرده‌است می‌توان به باشگاه فوتبال کریستال پالاس، باشگاه فوتبال کرو آلکساندرا، باشگاه فوتبال ساوتپورت، باشگاه فوتبال نورث‌همپتون تاون، و باشگاه فوتبال لستر سیتی اشاره کرد.